# 安丸良夫
安丸 良夫（やすまる よしお、1934年〈昭和9年〉6月2日 - 2016年〈平成28年〉4月4日）は、日本の歴史学者。専門は近世・近代の日本思想史、宗教史。一橋大学名誉教授。

## 経歴
1934年6月2日、富山県東礪波郡高瀬村（現：南砺市）に生まれる。高瀬小学校（現：南砺市立井波小学校）、井波中学校、富山県立福野高等学校を経て、1957年に京都大学文学部史学科を卒業（国史学専攻）、1959年に京都大学大学院文学研究科修士課程修了（国史学専攻）。1962年、同大学院文学研究科博士課程単位取得退学（国史学専攻）。
同年、名城大学法商学部に専任講師として赴任し、1966年に同大学助教授。1970年、一橋大学社会学部助教授に転じ、1977年に教授となる。1980年にカリフォルニア大学バークレー校、1996年にはコロンビア大学にて研修。1998年に一橋大学を定年退官し、同大名誉教授。
1997年4月より早稲田大学大学院文学研究科客員教授、2005年3月に退職。ほかに日本福祉大学、静岡大学、高知大学、山口大学、琉球大学、熊本大学、千葉大学、名古屋大学、京都大学、大阪大学、富山大学、大谷大学で教鞭を執った。
2016年2月29日に車にはねられて入院した後、肺炎を併発し、4月4日に東京都立川市の国立病院機構災害医療センターで死去。満81歳没。

## 業績

### 研究内容
民衆史学の興隆の中で『日本の近代化と民衆思想』を著し、色川大吉、鹿野政直らとともに民衆思想史の第一人者として活躍した。思想史家らが論じてきた「頂点的思想家」の支配思想と異なり、通俗道徳に基づいた民衆の自己鍛練の思想を論じることで、資本主義成立期の貧農や商人の没落とそれに伴う教派神道などの民衆宗教の勃興を論じている。その後も『出口なお』、『神々の明治維新』などで近代の民衆信仰を研究し続けたほか、民衆史の退潮に伴い、『近代天皇像の形成』、『文明化の経験』など近世から近代への移行期を描く著作を多く残している。日本の歴史学や思想史学の歴史や方法にも関心が深く、『方法としての思想史』、『戦後歴史学という経験』、『現代日本思想論』などを著している。
『神々の明治維新』では、全国各地の氏神を祀ってきた神社に記紀の皇統神を合祀し、国による組織化を進めるなど、それまでの民衆の信仰とはかなり違う性質のものとなったと主張している。

### 教育
指導学生に如来教研究者の神田秀雄（天理大学教授）など。

## 著作
- 『安丸良夫集』全6巻、岩波書店　2013。編集委員：島薗進・成田龍一・岩崎稔・若尾政希
  - 1 民衆思想史の立場、2 民衆運動の思想
  - 3 宗教とコスモロジー、4 近代化日本の深層
  - 5 戦後知と歴史学、6 方法としての思想史

### 単著
- 『日本の近代化と民衆思想』青木書店 1974 / 平凡社ライブラリー 1999
- 『出口なお』朝日新聞社〈朝日評伝選〉1977 / 朝日選書 1987 / 洋泉社MC新書 2009、ISBN 978-4-86248-377-5
- 『日本ナショナリズムの前夜』朝日選書 1977 / 洋泉社MC新書 2007、ISBN 978-4-86248-226-6
- 『神々の明治維新』岩波新書 1979、ISBN 978-4-00-420103-8
- 『近代天皇像の形成』岩波書店 1992 / 岩波現代文庫 2007、ISBN 978-4-00-600186-5
- 『＜方法＞としての思想史』校倉書房 1996
- 『一揆・監獄・コスモロジー 周縁性の歴史学』朝日新聞社 1999
- 『現代日本思想論 歴史意識とイデオロギー』岩波書店 2004 / 岩波現代文庫 2012、ISBN 978-4-00-600278-7
- 『文明化の経験 近代転換期の日本』岩波書店 2007
- 『戦後歴史学という経験』岩波書店 2016、ISBN 978-4-00-061167-1

### 共著・編著
- 『出口王仁三郎著作集 第2巻　変革と平和』読売新聞社 1973
- 『近代化と伝統 近世仏教の変質と転換』春秋社〈大系 仏教と日本人 11〉1986
- 『世直しとええじゃないか』朝日新聞社〈週刊朝日百科 日本の歴史 94〉1988 /〈週刊朝日百科 日本の歴史 86〉2004
- 小森陽一・坂本義和と『歴史教科書 何が問題か 徹底検証Q&A』岩波書店 2001、ISBN 4-00-002525-2
- 『宗教から東アジアの近代を問う 日韓の対話を通して』ぺりかん社 2002、ISBN 4-8315-0994-9
- 磯前順一と『安丸思想史への対論 文明化・民衆・両義性』ぺりかん社 2010、ISBN 978-4-8315-1261-1
- 喜安朗と『戦後知の可能性 歴史･宗教・民衆』山川出版社 2010、ISBN 978-4-634-67223-9
- 島薗進・磯前順一と『民衆宗教論　宗教的主体化とは何か』東京大学出版会 2019、ISBN 978-4-13-010413-5
- 『岩波講座 日本通史』岩波書店 1999-2001。編集委員・全21巻 別巻4
- 『岩波講座 天皇と王権を考える』岩波書店 2002-2003。編集委員・全10巻

校訂・注解
- 庄司吉之助・林基と『民衆運動の思想　日本思想大系 58』岩波書店 1970
- 村上重良と『民衆宗教の思想　日本思想大系 67』岩波書店 1971
- 宮地正人と『宗教と国家 日本近代思想大系 5』岩波書店 1988、ISBN 4-00-230005-6
- 深谷克己と『民衆運動 日本近代思想大系 21』岩波書店 1989、ISBN 4-00-230021-8

## 関連人物
- 色川大吉
- 鹿野政直
- 深谷克己
- 田中克彦